# Route 311 (Québec)
Pour les articles homonymes, voir Route 311.
La route 311 (R-311) est une route régionale québécoise d'orientation nord / sud située sur la rive nord du fleuve Saint-Laurent. Elle dessert la région administrative des Laurentides.

## Tracé
L'extrémité sud de la route 311 se trouve à Notre-Dame-de-Pontmain, à l'intersection de la route 309. Elle se termine 80 kilomètres plus au nord à Mont-Saint-Michel, en croisant cette même route 309. Elle effectue un trajet parallèle à cette dernière.

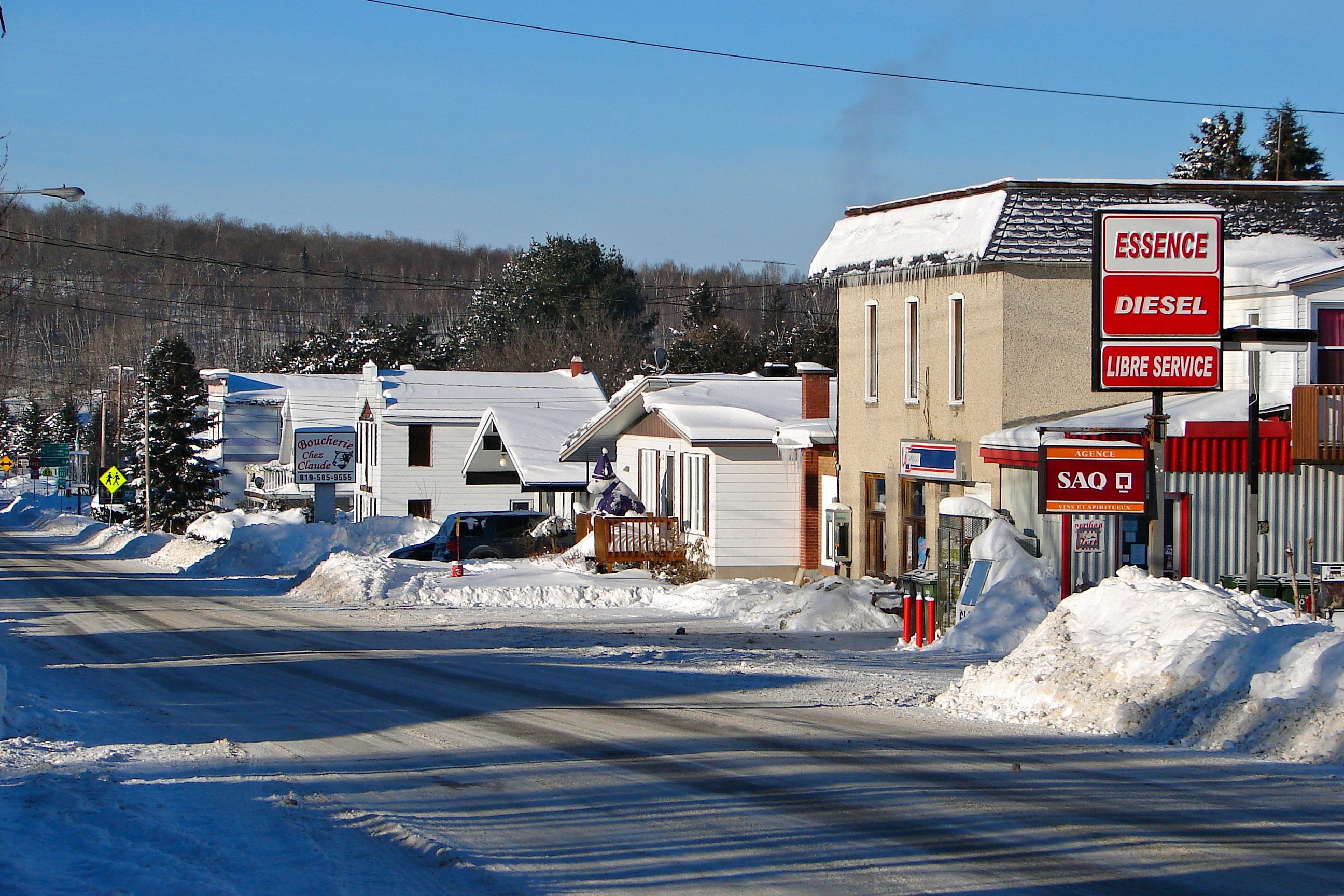
La route 311 à Kiamika.
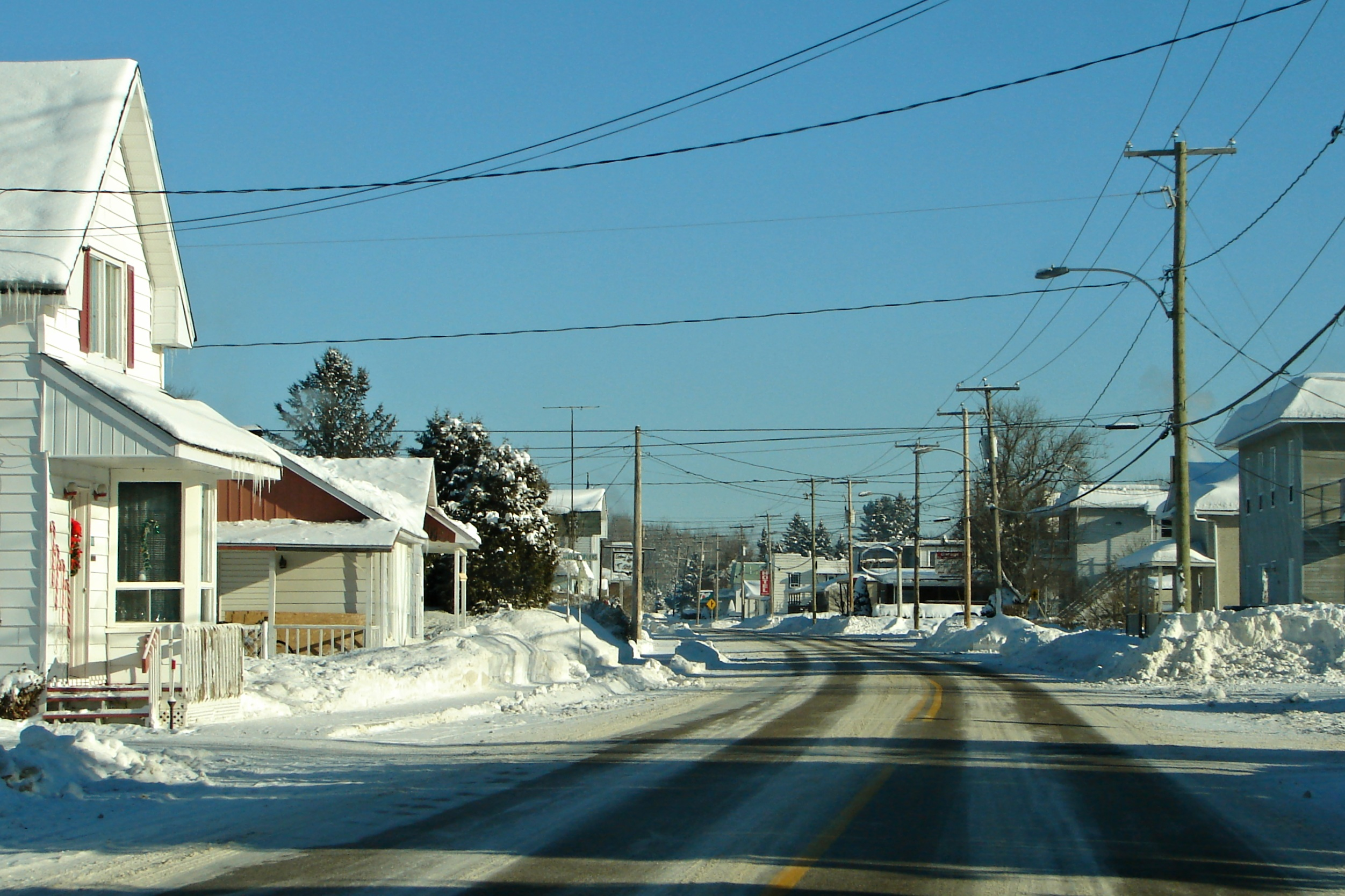
La route 311 traverse le village de Val-Barrette.
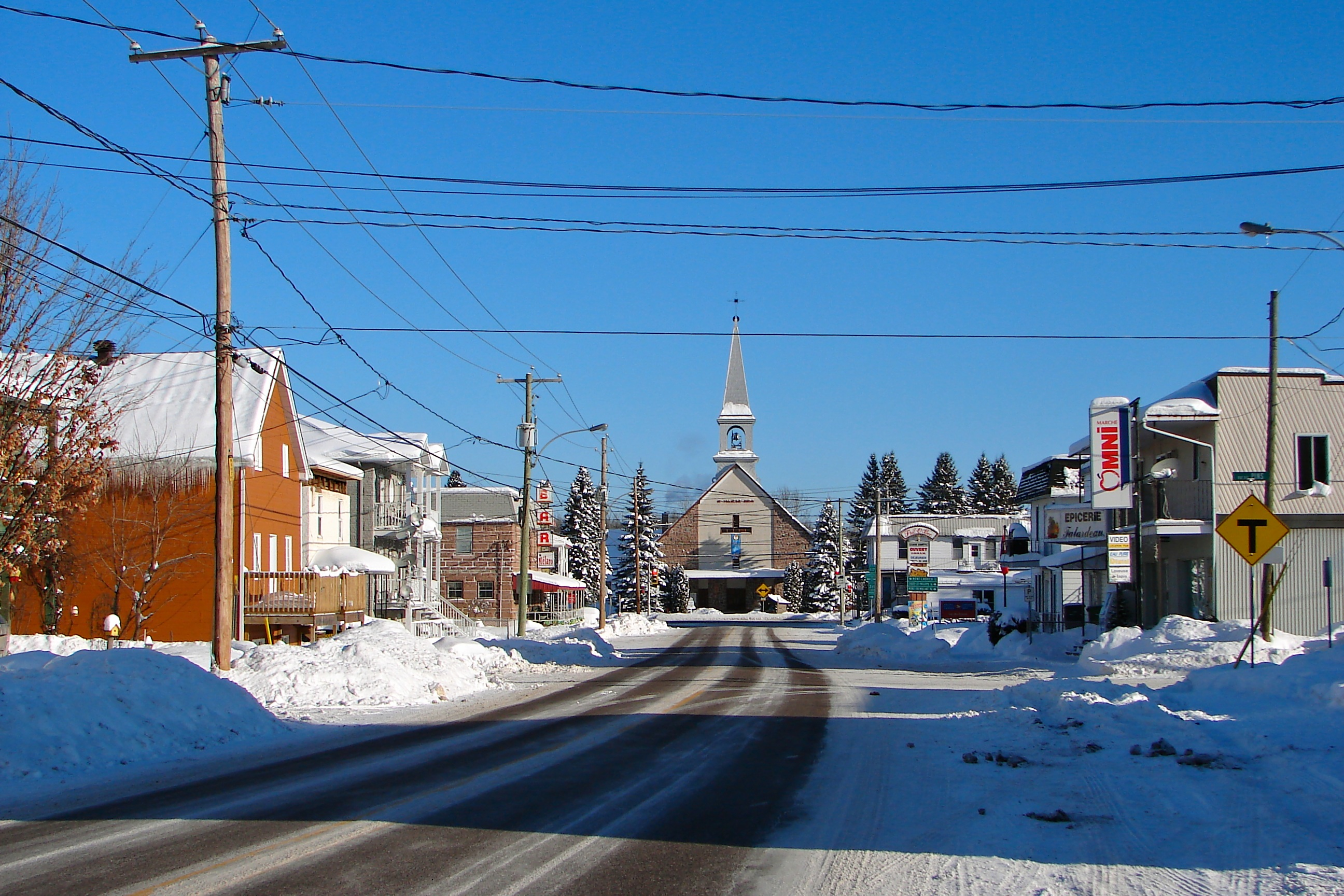
Près de l'intersection avec la route 117 à Lac-des-Écorces.
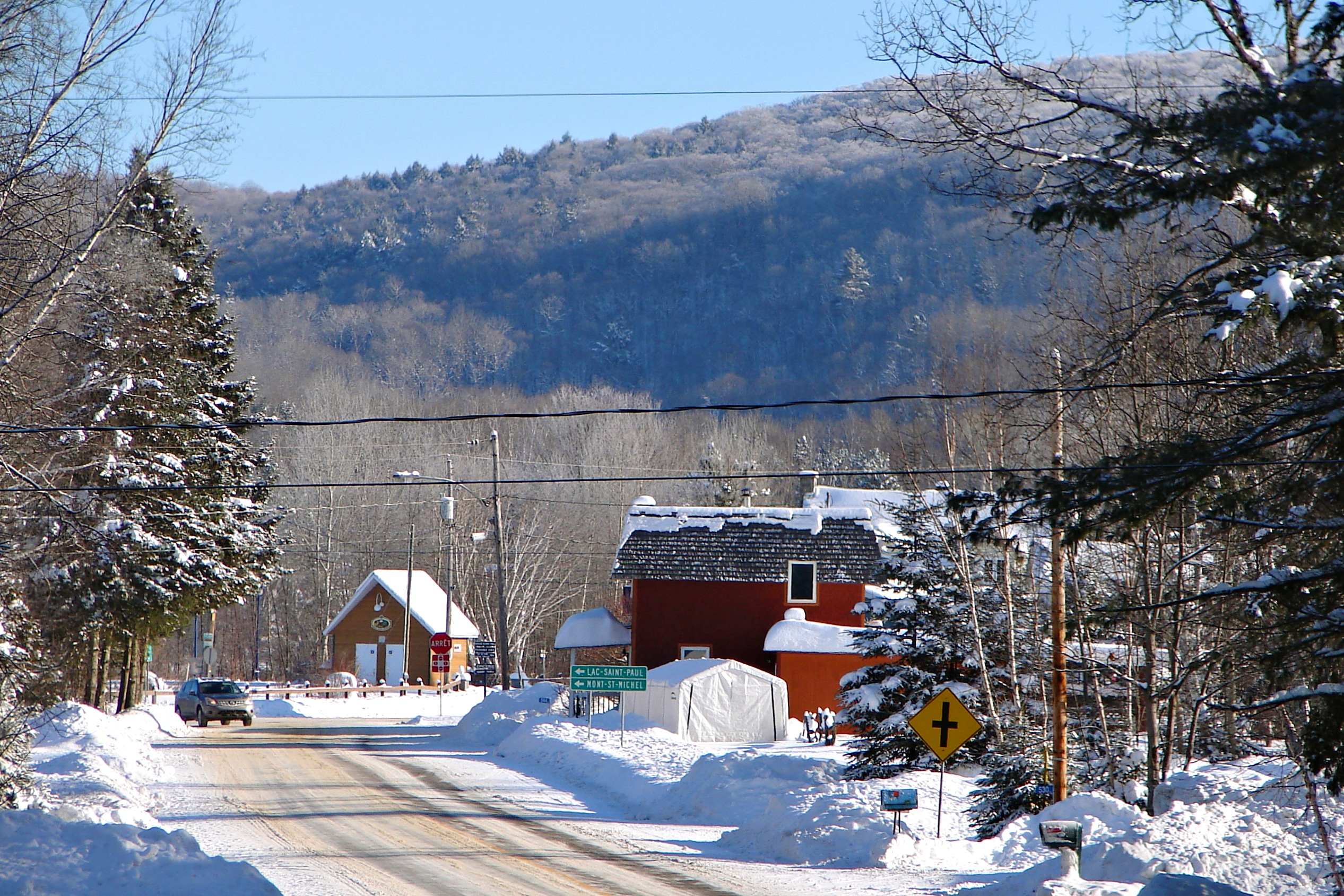
Dans le village de Chute-Saint-Philippe.

## Localités traversées (du sud au nord)
Liste des municipalités dont le territoire est traversé par la route 311, regroupées par municipalité régionale de comté.

### Laurentides
Antoine-Labelle
- Notre-Dame-de-Pontmain
- Lac-du-Cerf
- Kiamika
- Lac-des-Écorces
- Chute-Saint-Philippe
- Lac-Saint-Paul
- Mont-Saint-Michel

## Intersections majeures
| MRC                     | Municipalité           | km    | Destinations                                           | Notes                                                                                   |
| ----------------------- | ---------------------- | ----- | ------------------------------------------------------ | --------------------------------------------------------------------------------------- |
| Antoine-Labelle         | Notre-Dame-de-Pontmain | 0,00  | R-309 – Gatineau, Mont-Laurier, Notre-Dame-de-Pontmain |                                                                                         |
| Antoine-Labelle         | Lac-des-Écorces        | 44,00 | R-117 nord – Mont-Laurier                              | Terminus sud du multiplex avec la R-117                                                 |
| Antoine-Labelle         | Lac-des-Écorces        | 44,40 | R-117 sud – Mont-Tremblant, Lac-Saguay                 | Terminus nord du multiplex avec la R-117; Lac-Saguay indiqué en direction sud seulement |
| Antoine-Labelle         | Mont-Saint-Michel      | 80,00 | R-309 – Mont-Laurier, Sainte-Anne-du-Lac, Parent       |                                                                                         |
| - Terminus de multiplex |                        |       |                                                        |                                                                                         |